# سابع جار (مسلسل مصري)
سابع جار مسلسل دارمي تلفزيوني مصري، أنتج في العام 2017 وهو من موسمين.

## الممثلون
| - دلال عبد العزيز (لمياء) - شيرين (ليلى) - أسامة عباس (اللواء عصمت عبد الحميد) - هاني عادل (عمرو) - نيكولا معوض (طارق) - هيدي كرم (نهى) | - صفاء جلال (هند/كريمة) - محمد علاء (علي) - سارة عبد الرحمن (هبة) - فدوى عابد (دعاء) - أحمد داش (عبد الرحمن) - رحمة حسن (هالة) | - نسرين طلعت (هند) - محمود الليثي (فؤاد) - هديل حسن (مي) - أحمد الأزعر (أحمد) - أحمد رفعت خضير (هشام) - محمود البزاوي (مجدي) |

بطولة
| - دعاء حجازي (جيلان) - داليا الصاوي - شهيرة فهمي - تحية شريف - ميسون المصري (نرمين) - محمود السويسي (حسن) | - بسنت شوقي (آية) - عاطف يوسف - شهيرة ناصف - هنا سامي - ناصر عزت - إسماعيل السيد | - نانسي علم الدين (مروة) - أسماء يوسف - سلمى وليد عناني - أحمد أبو زيد - أحمد علاء - أمجد رياض (شريف) |

الأطفال: يوسف زهير - ياسين أمجد - أحمد العزازي - يوسف طارق - جاسمين العزازي - معتز هشام - أحمد نعمان
ضيوف الشرف
| - ياسمين نيازي (سميرة كرم) - محمد متولي (ناصر) - سامي مغاوري (محمود رجائي) - هناء الشوربجي (نازك عمة لمياء وليلى) - عمرو سلامة | - تامر هاشم - ابتهال الصريطي - إيفا - يوسف هشام |

شارك في التمثيل: مها القاضي - ياسين طارق - شريف فودة - سناء عمر - أحمد كمال - ياسين أمجد - أحمد عبد الرحمن - شريهان الجوهري - أحمد طنطا - آدم ياسين - هبة فؤاد - محمد سليمان المغربي - بثينة ماهر - مديحة الحسيني - ياسين عبد الرحمن - مجدي قاسم - عمر نبيل - ضياء سليمان - نورا نبيل - هاني مظلوم (مؤمن - مشتري العمارة) - أحمد عزت - طارق شريف - سارة أمير - دعاء محمد - معتز سليم - حسام طارق - يوسف عبد الرحمن - كريم هشام - يوسف ممدوح - أحمد علاء بلبل - محمد فاروق - أحمد النمراوي - محمد حسني - علي الشال - حنان صلاح - نور محب - سكر - وحيد أبو زيد - جمال عزام - مايكل ناجي - هانية محمود - عبد اللطيف القاضي - مجدي وهبة - نهى فؤاد - هند فتحي - أحمد محي - محمد توب - محمد الشهاوي - أحمد القط - أحمد المصري - محمد فرج (أمين شرطة) - سيد سعيد - سيف هنو - عمرو طه - بسمة ياسر - رانيا مصطفى - أمنية ياسر - فكري سليم - أحمد الحمصاني - دينا علاء - إبراهيم الترمسي - سمر طاهر (ضيف) - عمرو البراني - محمد حسن - كمال عاصم - منه حمزة - رحاب فوزي - محمد علي - ياسر الأسيوطي - أمير العجمي - بسمة نبيل (دكتورة شيري) - ماجدة ماهر - محمد شيرين - محمد الشامي - صبري عثمان - طارق عبد الفتاح - أحمد علاء مصطفى - أحمد محي - أحمد النمردي - رحاب فوزي - كريم هشام - محمد فاروق - تامر عناني - مروة يسري - زهرة إبراهيم - أشرف بوزيشين - أحمد سند - رغدة ناجي - شهد سامي - محمد الدمراوي - محمد قاسم (صبري) - محمد فراج (ضيف شرف) - كريم العطار (أحد أصدقاء شيرين)